# Rory Williams
Rory Arthur Williams est un personnage de la série télévisée britannique de science-fiction Doctor Who interprété par Arthur Darvill. Rory est le fiancé d'Amy, la nouvelle compagne du Docteur dans sa onzième incarnation (Matt Smith) pour la saison 5. Puis, il devient à son tour le compagnon du Docteur aux côtés de sa femme lors de la saison 6.

## Apparitions

### Télévision
Rory apparaît dans les épisodes Le Prisonnier zéro, Les Vampires de Venise, Le Seigneur des Rêves, La Révolte des intra-terrestres, La Pandorica s’ouvre, Le Fantôme des Noëls passés, puis dans l'ensemble de la Saison 6 de Doctor Who
Rory Williams fait sa première apparition dans l'épisode Le Prisonnier zéro. Il est l'ami d'enfance d'Amy Pond et en est éperdument amoureux, au point de perdre ses moyens en sa présence. Enfants, lui et Amelia jouaient à des jeux recréant l'aventure d'Amy avec le Docteur, et elle le déguisait ainsi. Depuis, Rory est devenu infirmier à l'hôpital de Leadworth.
En 2008, le Docteur revient dans la vie d'Amy Pond et deux ans plus tard (à la suite d'un retard du vaisseau temporel), elle accepte de voyager avec lui dans le TARDIS alors qu'elle doit se marier avec Rory le lendemain, le 26 juin 2010. La nuit de son enterrement de vie de garçon, le Docteur lui annonce, avec un manque total de délicatesse, qu'Amy l'a embrassé et il propose de les emmener dans un lieu romantique. Ils se retrouvent à Venise au XVIe siècle et Rory tente de défendre Amy lorsqu'elle se fait attaquer par Francesco Calvierri. À la fin de l'épisode, il accepte de voyager avec le Docteur.
Dans l'épisode Le Seigneur des Rêves, lorsque le trio est partagé entre deux mondes virtuels, Rory pense être devenu médecin à Leadworth et s'être marié avec Amy, qui est enceinte. Convaincu de la réalité de ce monde, il se sacrifie pour sauver la vie de sa fiancée, qui se rend compte à cette occasion qu'elle l'aime et qu'elle ne peut pas vivre sans lui. Ils voyagent ensemble jusqu'à l'épisode La Révolte des intra-terrestres, où Rory meurt en sauvant le Docteur puis est absorbé par la faille temporelle, ce qui efface complètement son existence : seul le Docteur conserve son souvenir. Il revient finalement dans La Pandorica s’ouvre sous l'apparence d'un soldat romain mais découvre qu'il n'est qu'un auton (fait de plastique) contrôlé par le Nestene. Il lutte pour rester « humain » avec l'aide d'Amy, qui s'est souvenue de lui, mais il lui tire dessus.
Il garde ensuite la Pandorica, dans laquelle Amy remplace le Docteur, jusqu'à ce que la jeune Amelia Pond vienne l'en délivrer, plus de 1800 ans plus tard. Rory redevient humain et épouse Amy à l'issue de l'épisode.
Dans la saison 6, Amy et Rory découvrent que leur fille est River Song.
Dans la saison 7, après avoir voyagé quelque temps avec le Docteur, Rory est piégé par un Ange Pleureur qui le ramène quelque part au début du vingtième siècle. Incapable de vivre sans lui, Amy se laisse piéger par l'ange pour rejoindre Rory. 
Ils adoptent un enfant, Anthony Williams et meurent de vieillesse à un moment dans le temps avant 2012 :  à l'âge de 87 ans pour Amy, et 82 ans pour Rory.

### Littérature
Rory apparaît dans certains romans de la New Series Adventures (en) : La Chasse au Mirage, Le Dragon du roi et L'Horloge nucléaire.